# Peter Fleming
Peter Blair Fleming (Chatham, 21 de janeiro de 1955) é um ex-tenista profissional estadunidense, que nas duplas teve 60 conquistas e chegou a ser o número um do mundo, jogando ao lado de John McEnroe. Já em simples, foi número 8 do mundo e conquistou 3 títulos. 
Também foi campeão da Copa Davis pelos Estados Unidos nos anos de 1979, 1981 e 1982.